# Knautia
Knautia L., 1753 è un genere di piante della famiglia Caprifoliaceae.

## Etimologia
Il nome del genere è un omaggio ai botanici tedeschi Christian Knaut (1638-1694) e Christoph Knaut (1654-1716).

## Tassonomia
Il genere comprende le seguenti specie:
- Knautia adriatica Ehrend.
- Knautia albanica Briq.
- Knautia ambigua Boiss. & Orph.
- Knautia arvensis (L.) Coult. - ambretta comune
- Knautia arvernensis (Briq.) Szabó
- Knautia baldensis A.Kern. ex Borbás
- Knautia basaltica Chass. & Szabó
- Knautia byzantina Fritsch
- Knautia calycina (C.Presl) Guss.
- Knautia carinthiaca Ehrend.
- Knautia caroli-rechingeri Micevski
- Knautia clementii (Beck) Ehrenb.
- Knautia collina (Gaudin) Jord.
- Knautia dalmatica Beck
- Knautia degenii Borbás
- Knautia dinarica (Murb.) Borbás - ambretta della Sila
- Knautia dipsacifolia Kreutzer
- Knautia drymeja Heuff.
- Knautia drymeia Heuff. - ambretta dei quercieti
- Knautia fleischmannii (Hladnik ex Rchb.) Beck
- Knautia foreziensis Chass. & Szabó
- Knautia godetii Reut.
- Knautia goecmenii Yıldırım
- Knautia gussonei Szabó
- Knautia illyrica Beck
- Knautia integrifola (Honck. ex L.) Bertol.
- Knautia involucrata Sommier & Levier
- Knautia kitaibelii (Schult.) Borbás
- Knautia lebrunii J.Prudhomme
- Knautia legionensis (Lag.) DC.
- Knautia longifolia (Waldst. & Kit.) W.D.J.Koch - ambretta alpina
- Knautia lucana Lacaita & Szabó
- Knautia macedonica Griseb.
- Knautia magnifica Boiss. & Orph.
- Knautia mauritanica Pomel
- Knautia mollis Jord.
- Knautia nevadensis (M.Winkl. ex Szabó) Szabó
- Knautia numantina (Pau) Devesa, Ortega Oliv. & J.López
- Knautia orientalis L.
- Knautia pancicii Szabó
- Knautia pectinata Ehrend.
- Knautia persicina A.Kern.
- Knautia ressmannii (Pacher) Borbás - ambretta di Ressmann
- Knautia rupicola (Willk.) Font Quer
- Knautia salvadoris Sennen ex Szabó
- Knautia sarajevensis (Beck) Szabó
- Knautia shepardii Post & Beauverd
- Knautia slovaca Štěpánek
- Knautia subcanescens Jord.
- Knautia subscaposa Boiss. & Reut.
- Knautia tatarica (L.) Szabó
- Knautia transalpina (Christ ex Gremli) Briq.
- Knautia travnicensis (Beck) Szabó
- Knautia velebitica Szabó
- Knautia velutina Briq.
- Knautia visianii Szabó

Sono noti anche i seguenti ibridi:
- Knautia × alleizettei Chass. & Szabó
- Knautia × chassagnei Szabó
- Knautia × dobrogensis Prodan
- Knautia × intercedens Beck
- Knautia × leucantha Schur
- Knautia × norica Ehrend.
- Knautia × oecsemensis Nyár.
- Knautia × posoniensis Degen
- Knautia × sambucifolia (Godet) Briq.
- Knautia × speciosa Schur
- Knautia × ujhelyii Jáv.